# Grzegorz Schetyna
Grzegorz Juliusz Schetynaⓘ (ur. 18 lutego 1963 w Opolu) – polski polityk, działacz sportowy i przedsiębiorca, w latach 2010–2011 marszałek Sejmu VI kadencji, w 2010 tymczasowo wykonujący obowiązki prezydenta RP. 

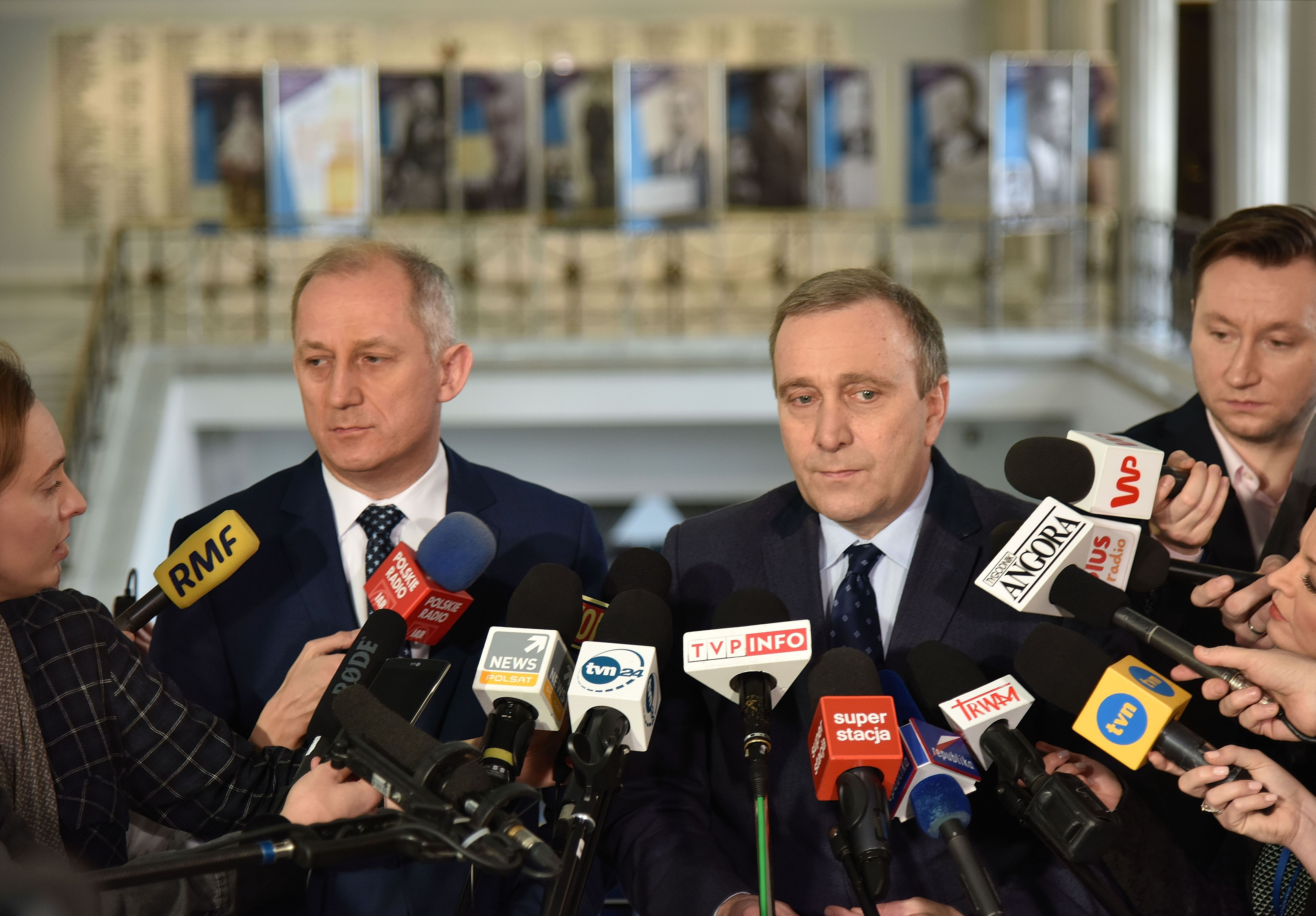
Grzegorz Schetyna z przewodniczącym klubu parlamentarnego Platformy Obywatelskiej Sławomirem Neumannem w Sejmie (2016)

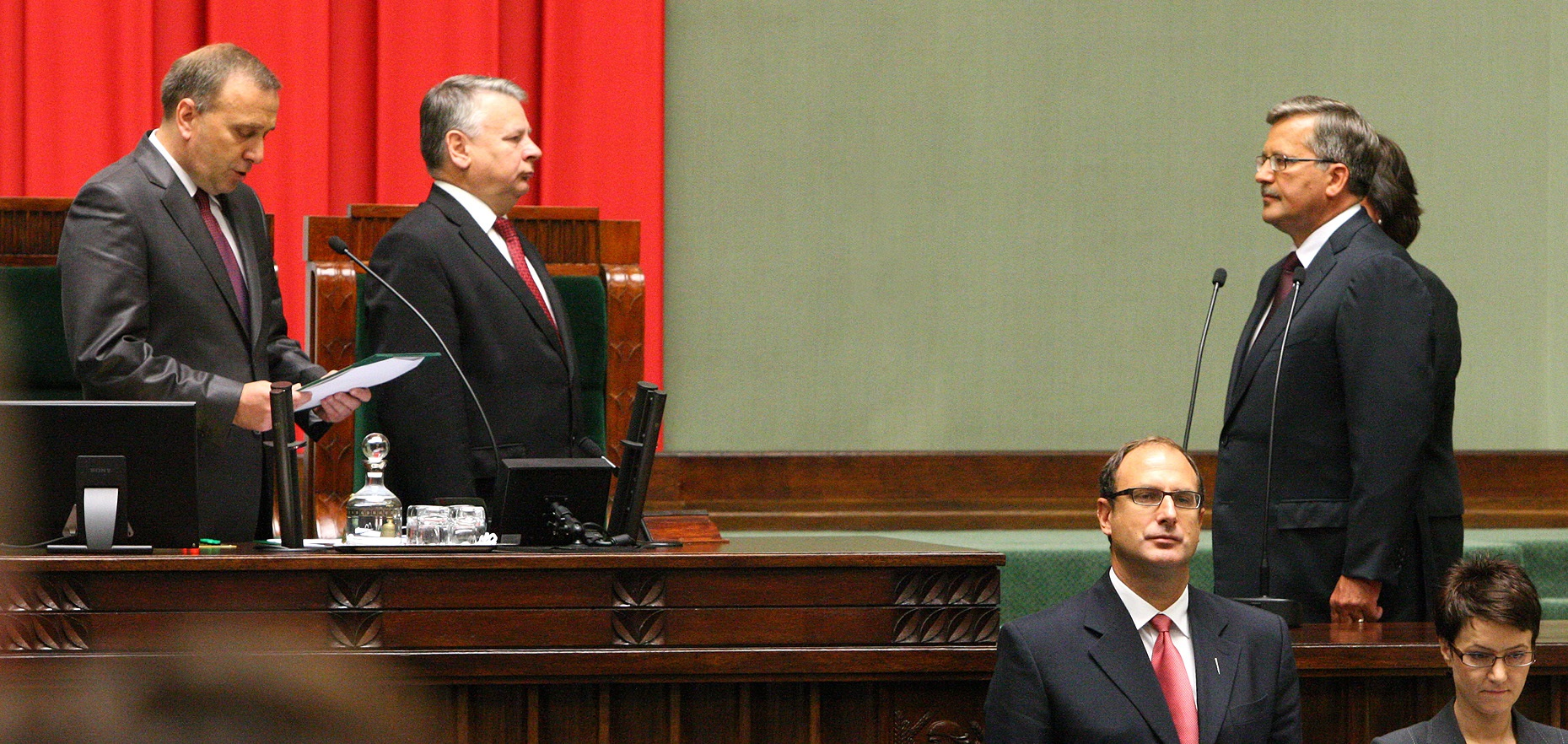
Marszałek Sejmu Grzegorz Schetyna odczytujący tekst przysięgi prezydenta elekta Bronisława Komorowskiego przed Zgromadzeniem Narodowym (2010)

Działacz opozycji demokratycznej w okresie PRL. Poseł na Sejm III, IV, V, VI, VII, VIII i IX kadencji (1997–2023), senator XI kadencji (od 2023). W latach 2007–2009 wicepremier oraz minister spraw wewnętrznych i administracji w pierwszym rządzie Donalda Tuska, w latach 2014–2015 minister spraw zagranicznych w rządzie Ewy Kopacz. Jeden z założycieli i liderów Platformy Obywatelskiej, przewodniczący jej klubu parlamentarnego w latach 2009–2010, sekretarz generalny PO w latach 2001–2003 i 2004–2010, wiceprzewodniczący partii w latach 2010–2013 oraz jej przewodniczący w latach 2016–2020, współtwórca Koalicji Obywatelskiej i Koalicji Europejskiej.

## Życiorys

### Rodzina, wykształcenie i działalność w okresie PRL
Syn Zbigniewa i Danuty. Jego rodzice w okresie okupacji działali w AK, po wojnie ojciec pracował jako nauczyciel w opolskim technikum budowlanym, matka natomiast była polonistką, pełniła również funkcję wiceprzewodniczącej zarządu koła Światowego Związku Żołnierzy Armii Krajowej w Opolu.
Grzegorz Schetyna w latach 1981–1983 studiował na Wydziale Prawa i Administracji Uniwersytetu Wrocławskiego. Od października 1981 działacz Niezależnego Zrzeszenia Studentów. Ostatecznie w 1990 ukończył studia na Wydziale Filozoficzno-Historycznym Uniwersytetu Wrocławskiego. W okresie 1982–1986 zaprzysiężony członek Solidarności Walczącej we Wrocławiu. W latach Od 1984 członek zarządu uczelnianego NZS, od 1986 do 1989 jego przewodniczący. Od 1988 rozpracowywany przez funkcjonariuszy Milicji Obywatelskiej. 16 marca 1989 był sygnatariuszem wniosku o rejestrację NZS złożonego w Wydziale Społeczno-Administracyjnym Urzędu m.st. Warszawy.

### Działalność polityczna w latach 1989–2010
W 1989 wszedł w skład Ogólnopolskiego Komitetu Strajkowego NZS. Kwestionował ustalenia Okrągłego Stołu, zarzucając Lechowi Wałęsie nieuwzględnienie kwestii legalności NZS. W latach 1990–1991 był dyrektorem Urzędu Wojewódzkiego we Wrocławiu, a w latach 1991–1992 wicewojewodą wrocławskim. Współtworzył Radio Eska na Dolnym Śląsku (razem z Rafałem Dutkiewiczem), był także właścicielem i przewodniczącym rady nadzorczej koszykarskiego klubu Śląsk Wrocław.
W latach 1997–2007 sprawował mandat posła III, IV i V kadencji – początkowo z okręgów wrocławskich: nr 50 i nr 3, a od 2005 z legnickiego. W wyborach parlamentarnych w 2007 został wybrany na posła VI kadencji, otrzymując 54 345 głosów.
Należał do KLD, w którym od 1992 do 1994 pełnił funkcję sekretarza generalnego, w 1994 dołączył do Unii Wolności. W 2001 dołączył do Platformy Obywatelskiej. Pełnił (w latach 2001–2003 i 2004–2010) funkcję sekretarza generalnego tego ugrupowania, w 2010 został pierwszym wiceprzewodniczącym partii, kierował też jej dolnośląskimi strukturami.
Od 16 listopada 2007 minister spraw wewnętrznych i administracji oraz wicepremier w pierwszym rządzie Donalda Tuska. W 2009 otrzymał Złoty Kordelas Leśnika Polskiego. 7 października tegoż roku podał się do dymisji z funkcji rządowych. Dwa dni później wybrany został na przewodniczącego klubu parlamentarnego PO. Prezydent Lech Kaczyński odwołał go ze składu Rady Ministrów 13 października.

### Marszałek Sejmu
5 lipca 2010 został ogłoszony kandydatem PO na stanowisko marszałka Sejmu w miejsce Bronisława Komorowskiego, który zrezygnował z tej funkcji po wyborze na prezydenta Rzeczypospolitej Polskiej. 8 lipca 2010, 277 głosami za do 121 przeciw i przy 16 wstrzymujących się, został wybrany na marszałka Sejmu.
W związku z wyborem na to stanowisko Grzegorz Schetyna z urzędu został również osobą tymczasowo wykonującą obowiązki prezydenta RP. W ramach wykonywanych obowiązków 17 lipca 2010 wraz z prezydentem elektem Bronisławem Komorowskim gościł składających wizytę w Polsce z okazji 600. rocznicy bitwy pod Grunwaldem prezydent Litwy Dalię Grybauskaitė, prezydenta Rumunii Traiana Băsescu i pełniącego obowiązki prezydenta Mołdawii Mihaia Ghimpu oraz wielkiego mistrza zakonu krzyżackiego Brunona Plattera. 29 lipca 2010 spotkał się z przebywającą z wizytą w Polsce premier Słowacji Ivetą Radičovą. W ramach uzyskanych uprawnień podpisał dwanaście ustaw. Powołał także dwóch ministrów Kancelarii Prezydenta RP – Jaromira Sokołowskiego (12 lipca na stanowisko podsekretarza stanu) i Dariusza Młotkiewicza (1 sierpnia na stanowisko sekretarza stanu). Ogółem przyznał 195 medali i odznaczeń, w tym 39 Orderów Odrodzenia Polski. Pełnienie tej funkcji zakończył 6 sierpnia 2010 z chwilą objęcia urzędu Prezydenta RP przez Bronisława Komorowskiego.
10 sierpnia 2010 wziął udział w spotkaniu prezydentów Polski i Czech na Śnieżce. Pierwsze trzy wizyty zagraniczne złożył w Niemczech, na Słowacji (udział w spotkaniu przewodniczących parlamentów Grupy Wyszehradzkiej) i w Chinach. Urząd marszałka Sejmu pełnił do końca kadencji, tj. do 7 listopada 2011.

### Działalność od 2011
W wyborach parlamentarnych w 2011 po raz piąty z rzędu został wybrany na posła, otrzymując w okręgu legnickim 67 670 głosów. 17 listopada 2011 powołany został na przewodniczącego sejmowej Komisji Spraw Zagranicznych. W 2013 przestał pełnić funkcje pierwszego wiceprzewodniczącego i przewodniczącego regionu w PO. 22 września 2014 objął stanowisko ministra spraw zagranicznych w rządzie Ewy Kopacz.
W wyborach parlamentarnych w 2015 otworzył listę PO w okręgu kieleckim. Otrzymał 42 376 głosów, zdobywając tym samym ponownie mandat poselski. 16 listopada 2015 zakończył pełnienie funkcji ministra. W Sejmie VIII kadencji został przewodniczącym Komisji Spraw Zagranicznych.
Wystartował następnie w wyborach na przewodniczącego Platformy Obywatelskiej przeprowadzanych wśród członków partii. Był jedynym kandydatem po rezygnacjach ze strony Borysa Budki i Tomasza Siemoniaka. W wyniku głosowania, w którym wzięło udział około 52% uprawnionych działaczy PO, został wybrany na tę funkcję, otrzymując 91% głosów. 17 listopada 2016 został szefem utworzonego przez Platformę Obywatelską gabinetu cieni. W 2017 został dwukrotnie zgłoszony jako kandydat PO na premiera w ramach konstruktywnego wotum nieufności wobec rządu Beaty Szydło. Sejm odrzucił oba wnioski: pierwszy 7 kwietnia 2017, a drugi 7 grudnia 2017. W 2018 został zgłoszony jako kandydat PO na premiera w ramach konstruktywnego wotum nieufności wobec rządu Mateusza Morawieckiego; wniosek ten odrzucono 14 grudnia 2018.
Podczas kampanii wyborczej przed wyborami parlamentarnymi w 2019 początkowo zapowiadano start Grzegorza Schetyny z okręgu warszawskiego, w którym listę Prawa i Sprawiedliwości otwierał Jarosław Kaczyński. We wrześniu 2019 ogłosił, że kandydatem Koalicji Obywatelskiej na premiera w wyborach w tymże roku została Małgorzata Kidawa-Błońska, która otrzymała pierwsze miejsce na warszawskiej liście KO. Grzegorz Schetyna wystartował ostatecznie z pierwszego miejsca w okręgu wrocławskim. Uzyskał mandat poselski liczbą 66 859 głosów; był to drugi wynik w tymże okręgu. W styczniu 2020 zadeklarował rezygnację z ubiegania się ponowny wybór na przewodniczącego PO, rekomendując na to stanowisko Tomasza Siemoniaka. 29 stycznia 2020 zostały ogłoszone oficjalne wyniki wyborów na przewodniczącego PO; tym samym Grzegorz Schetyna został zastąpiony na tym stanowisku przez Borysa Budkę. W czerwcu 2021 czasowo objął obowiązki przewodniczącego regionalnych struktur partii; zakończył pełnienie tej funkcji w tym samym roku.
W 2023 był kandydatem KO do Senatu w okręgu nr 7 w ramach paktu senackiego. Został wybrany do wyższej izby polskiego parlamentu, otrzymując 113 815 głosów. Objął funkcję przewodniczącego senackiej Komisji Spraw Zagranicznych.

## Życie prywatne
W 1988 zawarł związek małżeński z Kaliną z domu Rowińską, z którą ma córkę Natalię (ur. 1990). Zamieszkał we Wrocławiu na osiedlu Wojszyce.

## Wyniki wyborcze
| Wybory | Komitet wyborczy   | Komitet wyborczy                | Organ             | Okręg            | Wynik           |
| ------ | ------------------ | ------------------------------- | ----------------- | ---------------- | --------------- |
| 1993   |                    | Kongres Liberalno-Demokratyczny | Sejm II kadencji  | nr 50            | 10 115 (2,41%)  |
| 1997   |                    | Unia Wolności                   | Sejm III kadencji | nr 50            | 13 013 (3,17%)  |
| 2001   |                    | Platforma Obywatelska           | Sejm IV kadencji  | nr 3             | 4849 (1,16%)    |
| 2005   | Sejm V kadencji    | Platforma Obywatelska           | nr 1              | 14 978 (5,29%)   |                 |
| 2007   | Sejm VI kadencji   | Platforma Obywatelska           | nr 1              | 54 345 (13,43%)  |                 |
| 2011   | Sejm VII kadencji  | Platforma Obywatelska           | nr 1              | 67 670 (19,66%)  |                 |
| 2015   | Sejm VIII kadencji | Platforma Obywatelska           | nr 33             | 42 376 (9,04%)   |                 |
| 2019   |                    | Koalicja Obywatelska            | Sejm IX kadencji  | nr 3             | 66 859 (10,22%) |
| 2023   | Senat XI kadencji  | Koalicja Obywatelska            | nr 7              | 113 815 (61,21%) |                 |